# 540 (numero)
Cinquecentoquaranta (540) è il numero naturale dopo il 539 e prima del 541.

## Proprietà matematiche
- È un numero pari.
- È un numero composto con 24 divisori: 1, 2, 3, 4, 5, 6, 9, 10, 12, 15, 18, 20, 27, 30, 36, 45, 54, 60, 90, 108, 135, 180, 270, 540. Poiché la somma dei suoi divisori (escluso il numero stesso) è 1140 > 540, è un numero abbondante.
- È un numero di Harshad nel sistema di numerazione decimale.
- È un numero ettagonale.
- È un numero decagonale.
- È un numero intoccabile.
- È un numero pratico.
- È un numero malvagio.
- È un numero palindromo e un numero a cifra ripetuta nel sistema di numerazione posizionale a base 26 (KK), in quello a base 29 (II) e in quello a base 35 (FF).
- È un numero congruente.
- È parte delle terne pitagoriche (57, 540, 543), (99, 540, 549), (225, 540, 585), (288, 540, 612), (324, 432, 540), (336, 540, 636), (405, 540, 675), (540, 567, 783), (540, 629, 829), (540, 720, 900), (540, 819, 981), (540, 897, 1047), (540, 1155, 1275), (540, 1296, 1404), (540, 1408, 1508), (540, 1575, 1665), (540, 1989, 2061), (540, 2400, 2460), (540, 2673, 2727), (540, 2891, 2941), (540, 3625, 3665), (540, 4032, 4068), (540, 4845, 4875), (540, 6063, 6087), (540, 7280, 7300), (540, 8091, 8109), (540, 12144, 12156), (540, 14575, 14585), (540, 18221, 18229), (540, 24297, 24303), (540, 36448, 36452), (540, 72899, 72901).

## Astronomia
- 540 Rosamunde è un asteroide della fascia principale del sistema solare.
- NGC 540 è un galassia lenticolare della costellazione della Balena.

## Astronautica
- Cosmos 540 è un satellite artificiale russo.